# Les Aventures de don Juan
Pour plus de détails, voir Fiche technique et Distribution.
Les Aventures de don Juan (titre original : Adventures of Don Juan) est un film américain réalisé par Vincent Sherman, sorti en 1948.

## Synopsis
Au XVIIe siècle, don Juan part sauver la reine Margaret.

## Fiche technique
- Titre : Les Aventures de don Juan
- Titre original : Adventures of Don Juan
- Réalisation : Vincent Sherman
- Scénario : Herbert Dalmas, George Oppenheimer, Harry Kurnitz ainsi que William Faulkner et Robert Florey (non crédités)
- Production : Jerry Wald
- Société de production : Warner Bros. Pictures
- Musique : Max Steiner
- Photographie : Elwood Bredell
- Montage : Alan Crosland Jr.
- Pays d'origine :  États-Unis
- Langue originale : anglais, espagnol
- Format : couleur (Technicolor) Nathalie   KALMUS–consultant 35 mm – 1,37:1 – mono (RCA Sound System)
- Genre : Action, aventure et romance
- Durée : 110 minutes
- Date de sortie :
  -  États-Unis : 1er décembre 1948
  -  France : 10 novembre 1949
- Affiche : Gilbert Allard (France)

## Distribution
- Errol Flynn (VF : Jean Davy) : don Juan
- Viveca Lindfors (VF : Jacqueline Morane) : Reine Margaret
- Robert Douglas (VF : Claude Péran) : le duc de Lorca
- Alan Hale (VF : Jean Brochard) : Leporello
- Romney Brent : Philippe III d'Espagne
- Ann Rutherford : Donna Elena
- Robert Warwick : le comte de Polan
- Jerry Austin : don Sebastian
- Douglas Kennedy (VF : Raymond Loyer) : don Rodrigo
- Jean Shepherd : donna Carlotta
- Mary Stuart : Catherine
- Helen Westcott : lady Diana
- Fortunio Bonanova : don Serafino
- Aubrey Mather : lord Chalmers
- Una O'Connor : Duenna
- Raymond Burr : le capitaine Alvarez

Et, parmi les acteurs non crédités :
- Leon Belasco : don de Cordoba
- Monte Blue : Turnkey
- David Bruce : le comte d'Orsini
- Pedro de Cordoba : Pachecho
- Harry Woods : un garde

## Distinctions
- Oscar de la meilleure création de costumes pour Leah Rhodes, Travilla et Marjorie Best.
- Nomination à l'Oscar de la meilleure direction artistique pour Edward Carrere et Lyle B. Reifsnider.